# Gare de Bienne
La gare de Bienne, est la principale gare ferroviaire de Bienne, en Suisse. Les deux noms germanophone (Biel) et francophone (Bienne) sont représentés : « Biel/Bienne », soulignant le bilinguisme de la ville.

## Situation ferroviaire
La gare de Biel/Bienne est un nœud ferroviaire important du réseau ferré suisse, situé au carrefour de plusieurs lignes ferroviaires :
- Chemins de fer fédéraux (CFF) :
  - Ligne du Pied-du-Jura Lausanne – Neuchâtel – Biel/Bienne – Soleure – Olten ;
  - Ligne Biel/Bienne – La Chaux-de-Fonds ;
  - Ligne (Biel/Bienne –) Sonceboz-Sombeval – Moutier ;
  - Ligne du Jura Biel/Bienne – Moutier – Delémont – Basel SBB ;
  - Ligne Biel/Bienne – Berne ;
- Aare Seeland mobil (ASm) :
  - Ligne Biel/Bienne – Täuffelen – Ins (BTI).

## Histoire
Le 1er train arrive à Bienne le 1er juin 1857, lorsque la compagnie Schweizerische Centralbahn (SCB) met en service la ligne Bienne – Soleure – Herzogenbuchsee, prolongée 14 mois plus tard (1er août 1858) jusqu'à Nidau pour donner correspondance aux bateaux sur le lac de Bienne, en attendant l'ouverture de la ligne vers Neuchâtel et la Suisse romande le 3 décembre 1860. Une semaine plus tard, le tronçon Bienne – Nidau est fermé au trafic et démantelé (10 décembre 1860).
La gare est déplacée à deux reprises, le 1er juin 1864, puis le 1er juin 1923 où elle trouve son emplacement définitif.
- 1er juin 1864 : mise en service Bienne – Zollikofen (Bernische Staatsbahn BSB – chemin de fer de l'état bernois) ;
- 30 avril 1874 : mise en service Bienne – La Chaux-de-Fonds via Les Convers (Chemin de fer Jura-Simplon) ;
- 30 avril 1874 : mise en service (Bienne –) Sonceboz-Sombeval – Tavannes (Chemin de fer Jura-Simplon) ;
- 4 septembre 1922 : mise en service du raccordement entre les lignes de Berne et du Pied-du-Jura (CFF) ;
- 21 août 1926 : mise en service Bienne (Place de la Gare) – Nidau (BTI) ;
- 1er juin 1975 : nouvel accès et nouvelle gare souterraine pour le BTI.

## Service des voyageurs

### Accueil
Importante gare, elle dispose : point d'info et vente ; agence de voyages CFF ; Check-in à la gare ; Consigne manuelle ; Billetterie événementielle ; Change ; Western Union ; Service des objets trouvés ; Echos clientèle CFF ; Coop Pronto (3x) ; Commerces.

### Intermodalité
Port de Bienne (Navigation Lac de Bienne) à 600 mètres de la gare : bateaux pour Neuchâtel, Morat et Soleure ; Funiculaire Bienne-Macolin à 800 mètres ; et Funiculaire Bienne-Evilard à 1300 mètres.
Location de vélos ; P+Rail (140 places) ; Mobility CarSharing (Click et Drive) ; RailTaxi.